# Upor József
Upor József, született Ungerleider (Budapest, 1877. július 13. – Budapest, Ferencváros, 1938. december 18.) színházigazgató, kávéháztulajdonos. Upor Tibor díszlettervező, építészmérnök apja és Upor Péter színész nagyapja.

## Élete
Ungerleider Mór (1854–1921) kávéháztulajdonos és Rosenblüth Mina gyermekeként született. A Szabadság téri Tőzsdepalotában megalapította az Upor Kávéházat, amely Pest egyik legismertebb kávéházává vált, majd később eladta és 1914-ben megnyitotta az Apolló Kabarét és a Royal Apollót, mint a Projectograph vállalat igazgatója. 1918 és 1920 között a Fasor Kabaré, 1920-től 1921-ig a Scala Színház, majd 1927–28-ban és 1929 és 1930 között az Új Színház igazgatója volt. Az 1930-as években visszatért eredeti szakmájához és a Simplon kávéház igazgatója lett, majd hamarosan átvette a Drechsler-palota akkori kávéházának helyiségeit és ismét megnyitotta az Upor kávéházat.

## Családja
Házastársa Löfl (Rosenfeld) Olga Gizella volt, akivel 1903. augusztus 23-án Budapesten, az Erzsébetvárosban kötött házasságot.
Fiai Upor László Bernát (1905–1945), a holokauszt áldozata lett, és Upor Tibor díszlettervező, építészmérnök. Menye Upor Lászlóné Székely Terézia.